# Stadtbefestigung Angermünde

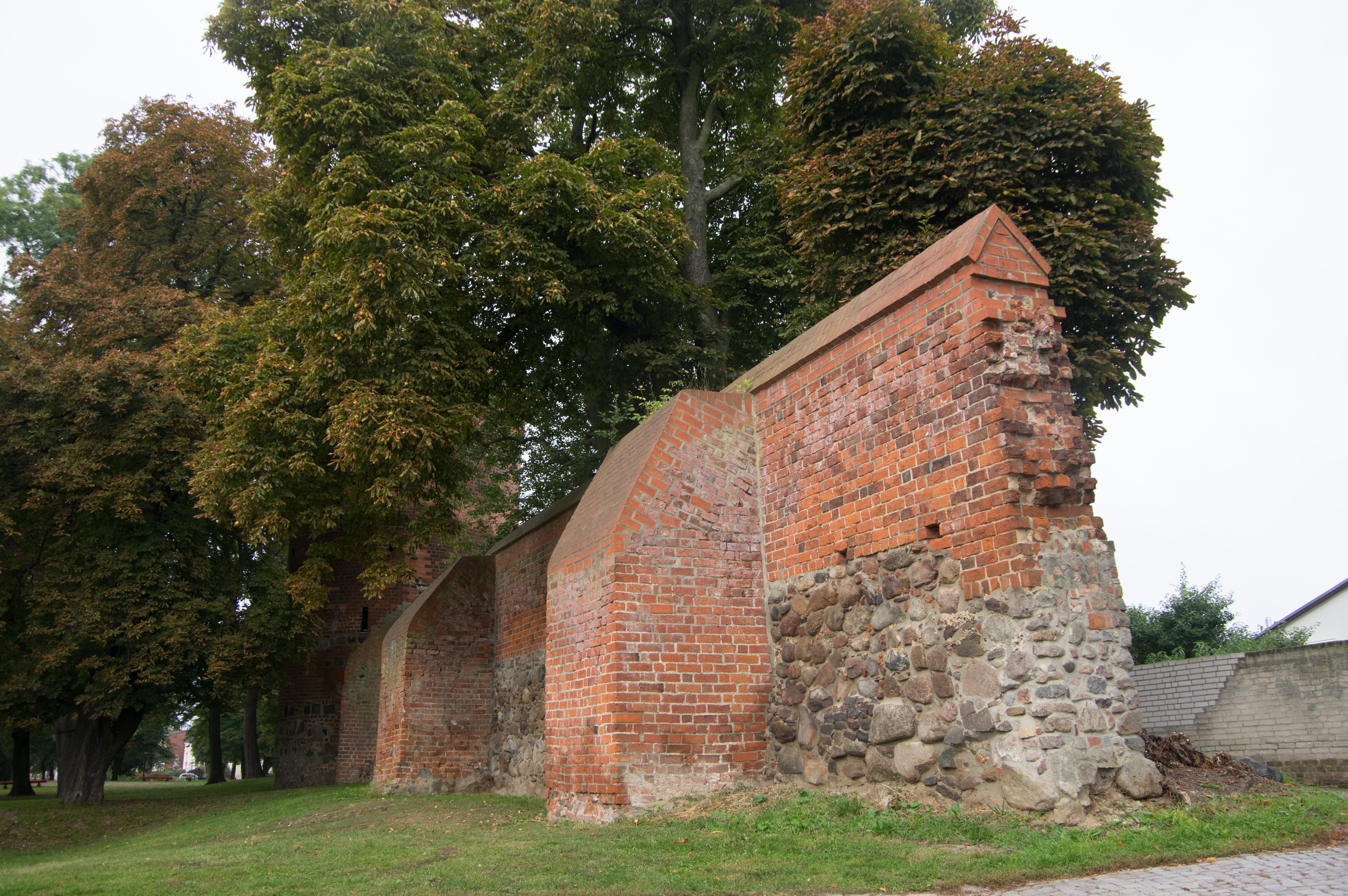
Die Stadtmauer in Angermünde

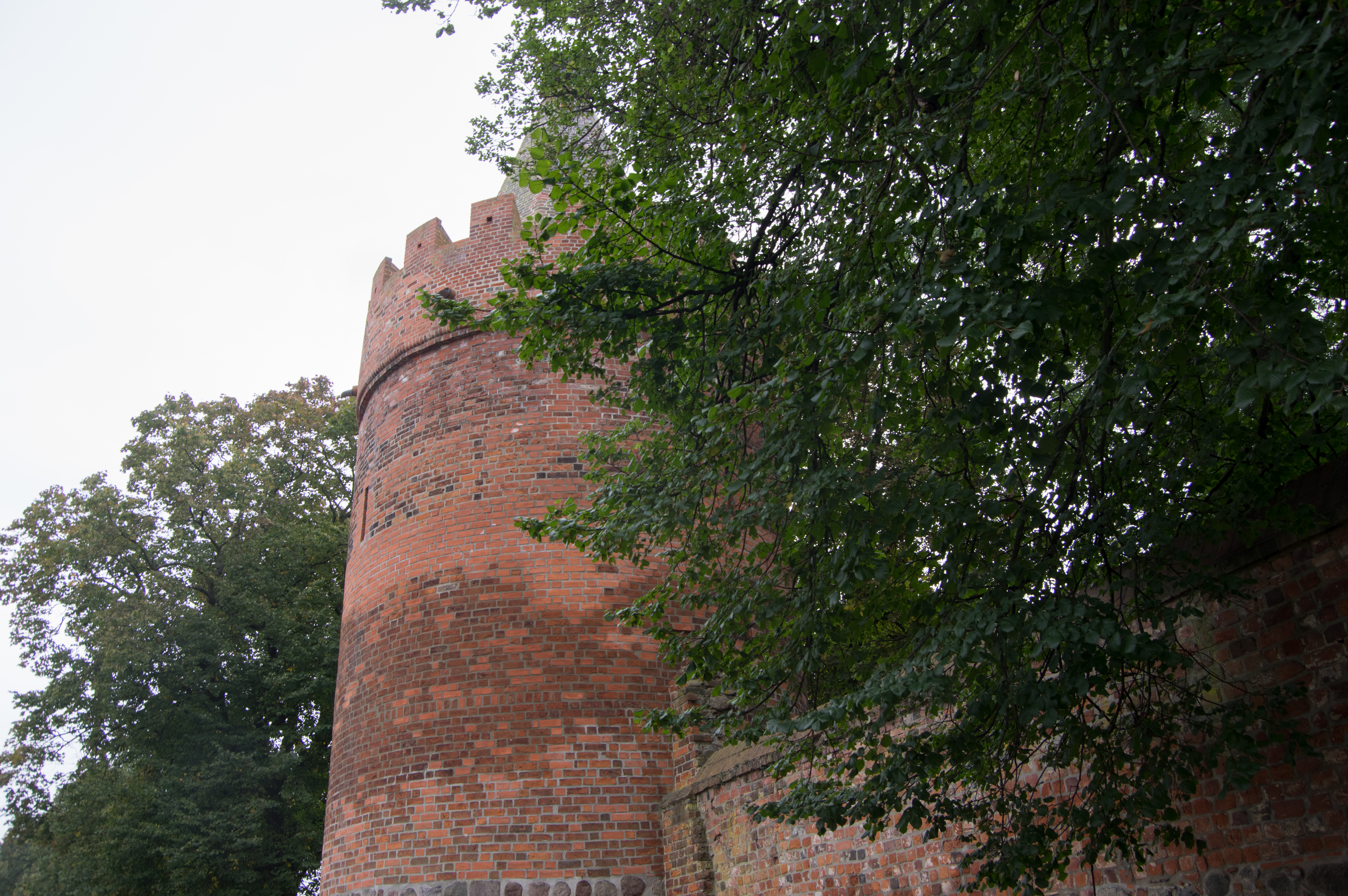
Der Pulverturm

Die Stadtbefestigung Angermünde besteht heute noch in Teilen, die unter Denkmalschutz stehen.

## Geschichte
Die im letzten Viertel des 13. Jahrhunderts erbaute Stadtbefestigung umschloss zunächst die West-, Süd- und Ostseite von Angermünde. Die drei Haupttore wurden bereits 1292 erwähnt: das Kerkower oder Prenzlauer Tor, das Finnower oder Berliner Tor und das Hohe oder Schwedter Tor. Es waren Doppeltore, sogenannte Zwinger. Die Mauer war im Jahre 1302 etwa 1410 Meter lang und hatte 36 Weichhäuser. Sie bestand im Wesentlichen aus einer etwa 7 Meter hohen Mauer aus Backstein, der Sockel war aus Feldstein. Die Dicke der Mauer betrug etwa 1,15 Meter, wobei der obere Teil der Mauer sich leicht verjüngte. Vor der Mauer befand sich ein Doppelwall mit zwei Wassergräben.
Zwischen 1350 und 1400 wurde das Kerkower Tor um 50 Meter in Richtung Süden verlegt. Im 15. Jahrhundert wurde dann der Pulverturm erbaut. Danach wurde der nördliche Mauerteil parallel zum Seeufer angelegt. Im 16. Jahrhundert verlor die Stadtmauer ihre Funktion. Nach einem Bericht soll die Stadtmauer 1711/1712 lückenhaft gewesen sein. Im späten 18. Jahrhundert wurden dann Teile der Stadtmauer abgerissen, die Steine wurden im Häuserbau verwendet. Im Jahre 1827 wurde der nördliche Teil abgerissen, hier war die Mauer wegen des schlechten, feuchten Grundes schadhaft. Die Steine wurden zum Bau des Rathauses verwendet. 1829 wurde das Prenzlauer Tor abgerissen. Ab 1831 wurde die Mauer teilweise an Bürger verkauft, das verbot das preußische Innenministerium, es sollten Desertationen verhindert werden. 1845 und 1846 wurden das Schwedter Tor und das Berliner Tor abgerissen, aus dem vorgenannten Grund sollten Ersatzbauten errichtet werden. Diese wurden aber erst zehn Jahre später fertiggestellt. Bis 1879 erfolgte weiter der Abriss der Mauer, ab diesem Jahr wurde die Reste als historisches Erbe gepflegt und in Stand gesetzt.
1739 wurden südöstlich des Berliner Tores die Wallanlage planiert und ein Friedhof angelegt. Nach Auflassung wurde hier 1877 ein Park angelegt, der Friedenspark.

## Die Stadtbefestigung
Von der ehemaligen Stadtmauer ist noch etwa ein Sechstel erhalten. Diese erhaltenen Teile befinden sich im Wesentlichen an der südlichen Seite der Stadt. Hier hat die heutige Mauer eine Höhe von etwa vier Meter, der ursprüngliche Aufbau der Mauer ist noch sichtbar. Die Mauerkrone ist allerdings nicht mehr vorhanden. Hier befinden sich auch noch Teile von vier Weichhäusern. In der Nähe des Franziskaner-Klosters am Klosterplatz befinden sich die Außenmauern eines Klausurgebäudes. Ein weiterer Abschnitt mit Weichhaus befindet sich im Nordosten der Altstadt auf der Höhe des Grundstückes Jägerstraße 8–12. Seit den 1920er Jahren wird dieses Weichhaus als Wohnhaus genutzt. Weitere Teile der ehemaligen Stadtmauer befinden sich an der Nordwestseite und an der Westseite der Altstadt. An der Nordwestseite der Mauer befinden sich noch Teile eines Torhauses, hier steht auch ein Eiskeller der ehemaligen Brauerei.

### Pulverturm
Wahrscheinlich im 15. Jahrhundert wurde der Pulverturm erbaut. Er wurde als Wachturm in der bereits bestehenden Mauer errichtet. Der Turm konnte schon früh als Verlies genutzt werden, seit 1698 ist das belegt. Ab 1740 wurde hier unter anderem Pulver gelagert. Von 1877 bis 1914 befand sich im Turm eine Wohnung für Arme. Renovierungen fanden von 1964 bis 1965 und von 1996 bis 1997 statt.
Der Turm hat einen runden Grundriss. Der Sockel wurde aus Feldstein errichtet, die drei Geschosse wurden aus Backstein erbaut. Den Abschluss bilden ein Zinnenkranz und ein achteckiger Helm in Pyramidenform. Die Maße betragen rund 8,5 Meter als Durchmesser und etwa 24 Meter Höhe. Der Eingang zum Turm befindet sich auf der Stadtseite, Fenster gibt es keine. Licht kommt in den Turm nur durch schmale Scharten.

### Grabplatten, Wall- und Grabanlage
An der südlichen Seite der Stadtmauer befand sich ein Friedhof. Aus dieser Nutzung befinden sich Grabplatten südlich der Stadtmauer. Die östliche Grabplatte wurde für Gottfried Richter errichtet, dieser ist 1758 gestorben. Die westliche Grabplatte wurde für Samuel Jakob erstellt, dieser ist etwa in der Mitte des 18. Jahrhunderts gestorben, das genaue Sterbedatum ist unleserlich. Weiter befindet sich eine Gedächtnistafel aus Eisenguss für Caroline Friedrike Buege und ihr Kind an der südlichen Stadtmauer. Beide starben im Jahre 1817.
Von der Wall- und Grabenanlage ist heute nicht mehr viel sichtbar. Sie befand sich an der West-, Süd und Ostseite der Stadtmauer. Es war ein Doppelwall mit zwei Gräben. Die Gräben hatten einen Abstand von etwa 15 Metern. Der innere Graben hatte eine Breite von etwa fünf Metern, der äußere eine Breite von neun Metern.